# Guillermo Durán
Guillermo Durán, né le 6 juin 1988 en Argentine, est un joueur de tennis professionnel argentin.

## Carrière
Depuis 2013, il joue principalement en double, le plus souvent dans des tournois Challenger en Amérique du Sud. Il totalise 20 titres en double dans cette catégorie de tournois, dont 5 avec Máximo González.
Il remporte son premier tournoi ATP en double à Quito avec Pablo Carreño-Busta. Quelques mois après ce premier sacre, il remporte le tournoi de Marrakech au côté de son compatriote Máximo González.
Durant l'été 2017, il remporte deux autres tournois ATP également sur terre battue en double à Umag avec son compatriote Andrés Molteni et à Kitzbühel avec l'Uruguayen Pablo Cuevas.

## Palmarès

### Titres en double messieurs
| No | Date       | Nom et lieu du tournoi              | Catégorie | Dotation  | Surface      | Partenaire          | Finalistes                                | Score             |          |
| -- | ---------- | ----------------------------------- | --------- | --------- | ------------ | ------------------- | ----------------------------------------- | ----------------- | -------- |
| 1  | 01-02-2016 | Ecuador Open Quito                  | ATP 250   | 463 520 $ | Terre (ext.) | Pablo Carreño-Busta | Thomaz Bellucci Marcelo Demoliner         | 7-5, 6-4          | Parcours |
| 2  | 04-04-2016 | Grand-Prix Hassan II Marrakech      | ATP 250   | 463 520 € | Terre (ext.) | Máximo González     | Marin Draganja Aisam-Ul-Haq Qureshi       | 6-2, 3-6, [10-6]  | Parcours |
| 3  | 17-07-2017 | Plava Laguna Croatia Open Umag Umag | ATP 250   | 482 060 € | Terre (ext.) | Andrés Molteni      | Marin Draganja Tomislav Draganja          | 6-3, 64-7, [10-6] | Parcours |
| 4  | 31-07-2017 | Generali Open Kitzbühel             | ATP 250   | 482 060 € | Terre (ext.) | Pablo Cuevas        | Hans Podlipnik-Castillo Andrei Vasilevski | 6-4, 4-6, [12-10] | Parcours |

### Finale en double messieurs
| No | Date       | Nom et lieu du tournoi      | Catégorie | Dotation  | Surface      | Vainqueurs                         | Partenaire           | Score             |          |
| -- | ---------- | --------------------------- | --------- | --------- | ------------ | ---------------------------------- | -------------------- | ----------------- | -------- |
| 1  | 10-02-2020 | Argentina Open Buenos Aires | ATP 250   | 546 355 $ | Terre (ext.) | Marcel Granollers Horacio Zeballos | Juan Ignacio Londero | 6-4, 5-7, [18-16] | Parcours |

## Parcours dans les tournois duGrand Chelem

### En double messieurs
| Année | Open d'Australie                                                                           | Open d'Australie                                                                      | Internationaux de France                                                                  | Internationaux de France                                                                | Wimbledon                                                                             | Wimbledon                                                                           | US Open | US Open |
| ----- | ------------------------------------------------------------------------------------------ | ------------------------------------------------------------------------------------- | ----------------------------------------------------------------------------------------- | --------------------------------------------------------------------------------------- | ------------------------------------------------------------------------------------- | ----------------------------------------------------------------------------------- | ------- | ------- |
| 2015  | —                                                                                          | —                                                                                     | —                                                                                         | —                                                                                       | 2e tour (1/16) T. Bellucci \|\| style="text-align:left;" \| R. Bopanna F. Mergea      | 1er tour (1/32) V. Estrella \|\| style="text-align:left;" \| P.-H. Herbert N. Mahut |         |         |
| 2016  | 1er tour (1/32) F. Delbonis \|\| style="text-align:left;" \| M. Fyrstenberg J. Janowicz    | 1er tour (1/32) M. González \|\| style="text-align:left;" \| F. López Marc López      | 2e tour (1/16) M. González \|\| style="text-align:left;" \| Mate Pavić M. Venus           | 1er tour (1/32) M. González \|\| style="text-align:left;" \| J. Erlich S. González      |                                                                                       |                                                                                     |         |         |
| 2017  | 1er tour (1/32) João Sousa \|\| style="text-align:left;" \| M. Daniell M. Demoliner        | —                                                                                     | —                                                                                         | 1er tour (1/32) A. Molteni \|\| style="text-align:left;" \| Sam Groth R. Lindstedt      | 1er tour (1/32) N. Skupski \|\| style="text-align:left;" \| Łukasz Kubot Marcelo Melo |                                                                                     |         |         |
| 2018  | 1er tour (1/32) A. Molteni \|\| style="text-align:left;" \| J.-J. Rojer Horia Tecău        | 1er tour (1/32) A. Molteni \|\| style="text-align:left;" \| F. López Marc López       | —                                                                                         | —                                                                                       | —                                                                                     | —                                                                                   |         |         |
| 2019  | 1er tour (1/32) D. Schwartzman \|\| style="text-align:left;" \| Blake Ellis Alexei Popyrin | 1/8 de finale F. Delbonis \|\| style="text-align:left;" \| M. Kukushkin Joran Vliegen | 1er tour (1/32) J. I. Londero \|\| style="text-align:left;" \| Sander Gillé Joran Vliegen | 1er tour (1/32) Leander Paes \|\| style="text-align:left;" \| M. Kecmanović Casper Ruud |                                                                                       |                                                                                     |         |         |
| 2020  | 1er tour (1/32) D. Schwartzman \|\| style="text-align:left;" \| Łukasz Kubot Marcelo Melo  | —                                                                                     | —                                                                                         | Annulé                                                                                  | Annulé                                                                                | —                                                                                   | —       |         |
| 2021  | 1er tour (1/32) A. Ramos \|\| style="text-align:left;" \| Max Purcell Luke Saville         | —                                                                                     | —                                                                                         | —                                                                                       | —                                                                                     | —                                                                                   | —       |         |
|       |                                                                                            |                                                                                       |                                                                                           |                                                                                         |                                                                                       |                                                                                     |         |         |
| 2023  | 1er tour (1/32) P. Oswald \|\| style="text-align:left;" \| M. Purcell J. Thompson          | 1er tour (1/32) S. Báez \|\| style="text-align:left;" \| Ivan Dodig A. Krajicek       | 1er tour (1/32) T. M. Etcheverry \|\| style="text-align:left;" \| R. Bopanna M. Ebden     | 1er tour (1/32) T. M. Etcheverry \|\| style="text-align:left;" \| N. Lammons J. Withrow |                                                                                       |                                                                                     |         |         |

N.B. : le nom du partenaire se trouve sous le résultat ; les noms des ultimes adversaires se trouvent à droite.

### En double mixte
| Année | Open d'Australie | Open d'Australie | Internationaux de France | Internationaux de France | Wimbledon                       | Wimbledon                    | US Open | US Open |
| ----- | ---------------- | ---------------- | ------------------------ | ------------------------ | ------------------------------- | ---------------------------- | ------- | ------- |
| 2016  | —                | —                | —                        | —                        | 1er tour (1/32) Liang Chen      | A. Kudryavtseva Scott Lipsky | —       | —       |
| 2017  | —                | —                | —                        | —                        | 1er tour (1/32) Alicja Rosolska | Madison Keys Jack Sock       | —       | —       |

N.B. : le nom de la partenaire se trouve sous le résultat ; les noms des ultimes adversaires se trouvent à droite.

## Classements ATP en fin de saison
| Année          | 2007 | 2008 | 2009 | 2010 | 2011 | 2012 | 2013 | 2014 | 2015 | 2016 | 2017 | 2018 | 2019 | 2020 | 2021 | 2022 |
| Rang en simple | 1220 | 1063 | 646  | 451  | 404  | 525  | 455  | 647  | 761  | –    | 980  | –    | –    | –    | –    | –    |
| Rang en double | 1381 | 1124 | 717  | 544  | 289  | 258  | 149  | 96   | 62   | 56   | 64   | 99   | 82   | 91   | 122  | 76   |

Source : (en) Classements de Guillermo Durán sur le site officiel de la Fédération internationale de tennis